# Patrick Maroon
Patrick Maroon (* 23. dubna 1988 St. Louis, Missouri) je profesionální americký hokejový útočník momentálně hrající v týmu Chicago Blackhawks v severoamerické lize NHL. Byl draftován v roce 2007 v 6. kole kole jako 161. celkově týmem Philadelphia Flyers. Je trojnásobným držitelem Stanley Cupu ze tří po sobě jdoucích sezón.

## Klubové statistiky
| Sezona     | Klub                  | Soutěž     | Základní část | Základní část | Základní část | Základní část | Základní část | Play off | Play off | Play off | Play off | Play off |
| Sezona     | Klub                  | Soutěž     | Z             | G             | A             | B             | TM            | Z        | G        | A        | B        | TM       |
| ---------- | --------------------- | ---------- | ------------- | ------------- | ------------- | ------------- | ------------- | -------- | -------- | -------- | -------- | -------- |
| 2007–08    | London Knights        | OHL        | 64            | 35            | 55            | 90            | 57            | 5        | 0        | 1        | 1        | 10       |
| 2007–08    | Philadelphia Phantoms | AHL        | 1             | 0             | 0             | 0             | 0             | —        | —        | —        | —        | —        |
| 2008–09    | Philadelphia Phantoms | AHL        | 80            | 23            | 31            | 54            | 62            | 4        | 1        | 2        | 3        | 13       |
| 2009–10    | Adirondack Phantoms   | AHL        | 67            | 11            | 33            | 44            | 125           | —        | —        | —        | —        | —        |
| 2010–11    | Adirondack Phantoms   | AHL        | 9             | 5             | 3             | 8             | 30            | —        | —        | —        | —        | —        |
| 2010–11    | Syracuse Crunch       | AHL        | 57            | 21            | 27            | 48            | 68            | —        | —        | —        | —        | —        |
| 2011–12    | Syracuse Crunch       | AHL        | 75            | 32            | 42            | 74            | 120           | 4        | 0        | 0        | 0        | 4        |
| 2011–12    | Anaheim Ducks         | NHL        | 2             | 0             | 0             | 0             | 2             | —        | —        | —        | —        | —        |
| 2012–13    | Norfolk Admirals      | AHL        | 64            | 26            | 24            | 50            | 139           | —        | —        | —        | —        | —        |
| 2012–13    | Anaheim Ducks         | NHL        | 13            | 2             | 1             | 3             | 10            | —        | —        | —        | —        | —        |
| 2013–14    | Anaheim Ducks         | NHL        | 62            | 11            | 18            | 29            | 101           | 13       | 2        | 5        | 7        | 38       |
| 2014–15    | Anaheim Ducks         | NHL        | 71            | 9             | 25            | 34            | 82            | 16       | 7        | 4        | 11       | 6        |
| 2015–16    | Anaheim Ducks         | NHL        | 56            | 4             | 9             | 13            | 54            | —        | —        | —        | —        | —        |
| 2015–16    | Edmonton Oilers       | NHL        | 16            | 8             | 6             | 14            | 34            | —        | —        | —        | —        | —        |
| 2016–17    | Edmonton Oilers       | NHL        | 81            | 27            | 15            | 42            | 95            | 13       | 3        | 5        | 8        | 28       |
| 2017–18    | Edmonton Oilers       | NHL        | 57            | 14            | 16            | 30            | 60            | —        | —        | —        | —        | —        |
| 2017–18    | New Jersey Devils     | NHL        | 16            | 3             | 10            | 13            | 11            | 5        | 1        | 0        | 1        | 0        |
| 2018–19    | St. Louis Blues       | NHL        | 74            | 10            | 18            | 28            | 64            | 26       | 3        | 4        | 7        | 8        |
| 2019–20    | Tampa Bay Lightning   | NHL        | 64            | 9             | 14            | 23            | 71            | 25       | 1        | 5        | 6        | 32       |
| 2020–21    | Tampa Bay Lightning   | NHL        | 55            | 4             | 14            | 18            | 60            | 23       | 2        | 2        | 4        | 37       |
| 2021–22    | Tampa Bay Lightning   | NHL        | 81            | 11            | 16            | 27            | 134           | 23       | 4        | 2        | 6        | 32       |
| 2022–23    | Tampa Bay Lightning   | NHL        |               |               |               |               |               |          |          |          |          |          |
| NHL celkem | NHL celkem            | NHL celkem | 649           | 112           | 162           | 274           | 780           | 144      | 23       | 27       | 50       | 181      |

## Osobní život
V listopadu roku 2020 si v St. Louis vzal svoji dlouholetou přítelkyni Francesca Vangel. V říjnu 2021 se jim narodila dcera Goldie. Z předchozího vztahu má Maroon ještě syna Antonyho, který se narodil v září roku 2008.